# Ђурђе Павловић
Ђурђе Павловић био је каменорезац из Табановића (Општина Пожега). Потиче из познате мајсторске породице Павловић − син Јеремије, а унук Филипа Павловића, родоначелника пожешког каменореза. Израђивао надгробнике и кенотафе борцима палим у Првом светском рату са поетски интонираним епитафима.

## Живот
Каменорезом је почео да се бави уз оца Јеремију. За разлику од многих вршњака, никада није био мобилисан, јер је био наглув. Био је ожењен Великом Павловић. Имали су петоро деце: Милету, Мија, Милкицу, Мицу и Љубивоја.

## Дело
Ђурђе Павловић споменике је израђивао од пешчара и беличастог „кабларца”, најчешће у форми вертикалне плоче узвишене крстом и углављене у масивно постоље. У поља са епитафима често је уметао грб Краљевине Југославије. Типографски разигран, слова је украшавао и прилагођавао простору одређеном за унос текста.
Веома надарен и начитан, састављао је песнички надахнуте епитафе војницима изгинулим и помрлим од „Сувобора до Крфа”.
За своје врснике наводи:
Они имају душу „пуну шара” и јуначко срце „из недара”. Један је, „млад ко зора ђурђевских честара”, остао на Гучеву, а они који су одступали према Јонском мору ушли су у Албанију, земљу „глади, грозоте”, где су их дочекали „јади голготе” и многе „хумке и редути”, где падоше „силни регрути”. Овим ратовођама урезивао је знамене домовине и ратништва: грб краљевине Југославије и витеза у оклопу. Грб са српским оцилима, хрватским пољима, словеначким полумесецом. Витез у оштром, одлучном профилу: кукаст нос, стегнуте, под брковима, усне. У панциру, са шлемом преко којег се испружио стилизован лав.

## Епитафи
У епитафе уносио је многе поетске слике:
Споменик Станку Павловићу (†1915) (Табановићи)
СТАНКО ПАВЛОВИЋ
1896 † 1915
Моје тело не почива овде,
Већ далеко, крај морске воде.
Тамо, где море бије обале,
Тамо су ми кости за навек остале;
Тамо у Албанији - земљи глади грозоте.
Тамо где су били јади, голготе;
Тамо где су многе хумке и редути,
Тамо где падоше силни регрути;
Тамо и ја падох и дадох:
Младост чедну, душу пуну шара
и јуначко срце из недара.
Споменик Милији Павловићу (†1918) (Табановићи)
Грозна смрти, брзо ти се крећеш,
нигде стати дас одмориш нећеш.
Истрже ме у најлепше доба
Из наручја родитеља мога.
Ја
МИЛИЈА
непрежаљени син
Станике и Радомира Павловића
овде рођен 7. јула 1899.
а умре 15. октомбр. 1918.